# 座間味島

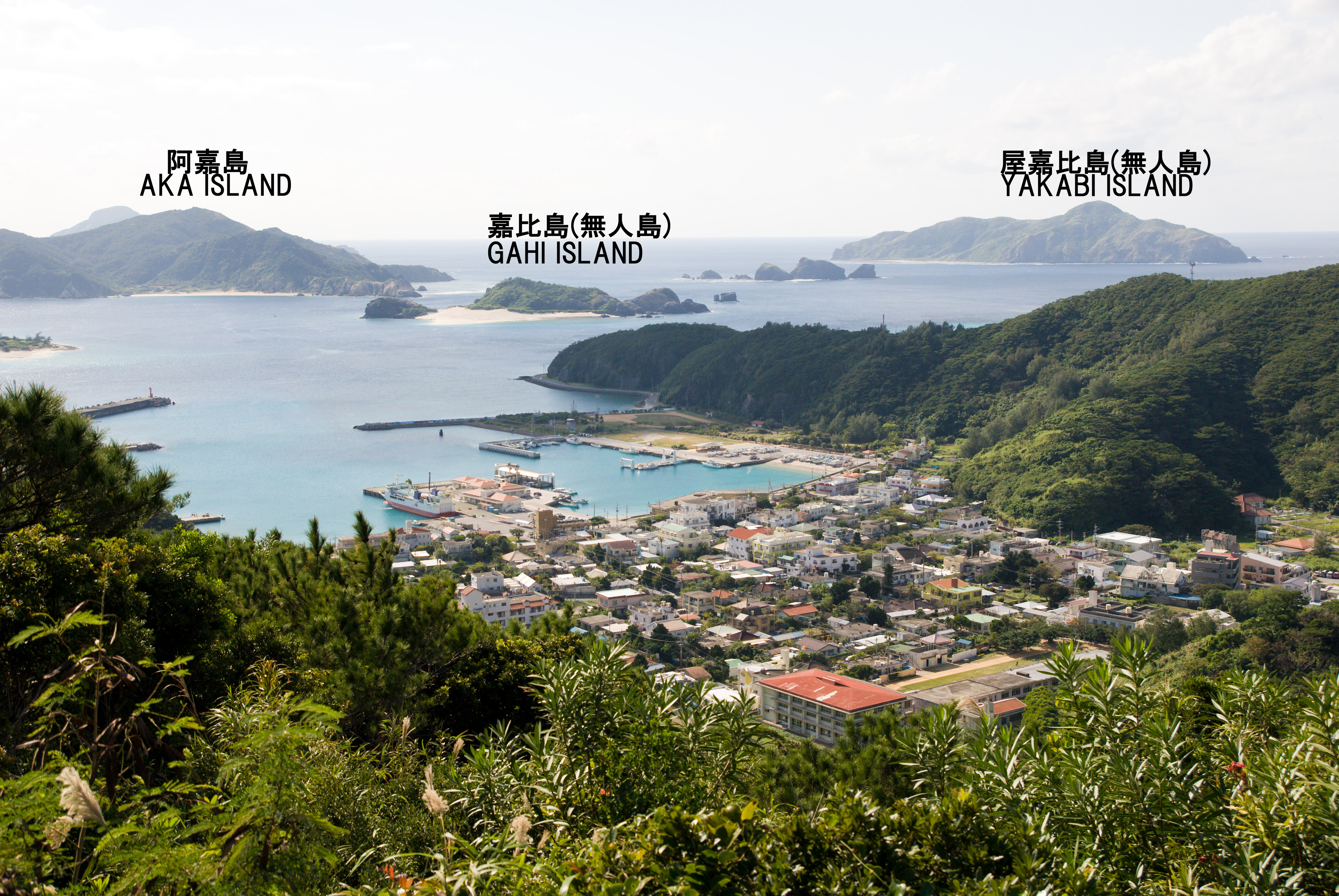
高月山からの眺望（座間味港と集落を望む）

座間味島（ざまみじま）は、沖縄県の慶良間諸島の島。同県島尻郡座間味村に属する。人口は597人、世帯数は358世帯（2019年4月1日現在）。

## 概要
那覇市の西方約40㎞の慶良間諸島のほぼ中央に位置する。座間味村の主たる島であり、村役場も置かれている。古座間味ビーチや阿真ビーチなど美しい海を求めて、日本国内外から多くの観光客がこの島を訪ねる。また、島内の山や岬にある展望台からの眺望も美しい。太平洋戦争の沖縄戦ではアメリカ軍が最初に上陸した島となるなど、激戦地の一つとなった。
映画『マリリンに逢いたい』は、この島に飼われていた雌犬マリリンに逢うために、対岸の阿嘉島にいた雄犬シロが潮流の速い海を泳いで渡った実話を基にしている。座間味島にはマリリンの像が設置されている。

## 歴史
古座間味一帯に広がる古座間味貝塚から新石器時代の住居跡が出土し、その内部から土器・石器・貝製品が、住居跡の貯蔵穴からは黒曜石・ゴホウラ貝・九州地方の縄文時代晩期の土器片が見つかっている。
海上交通の要衝で、古くから琉球王朝と中国諸王朝との貿易の中継地であった。
2009年に座間味島がミシュラン・グリーンガイド・ジャポンで二つ星を獲得し、2014年に沖縄海岸国定公園から分離独立する形で慶良間諸島国立公園に指定されて以降、外国人観光客が大きく増えた。特にダイビングやシュノーケリングのスポットとして世界的に有名である。
2021年5月2日には古座間味ビーチの海上でサバニを用いた東京2020オリンピックの聖火リレーが行われた。

## 産業
かつてはカツオ漁で栄え、明治時代には「ケラマ節」と呼ばれる鰹節が高く評価されたが、現在はマリンスポーツを中心とした観光業が産業の中心となっている。第三次産業従事者が9割以上を占める一方で、漁業は衰退し漁業従事者は2%以下となっている。

## 交通

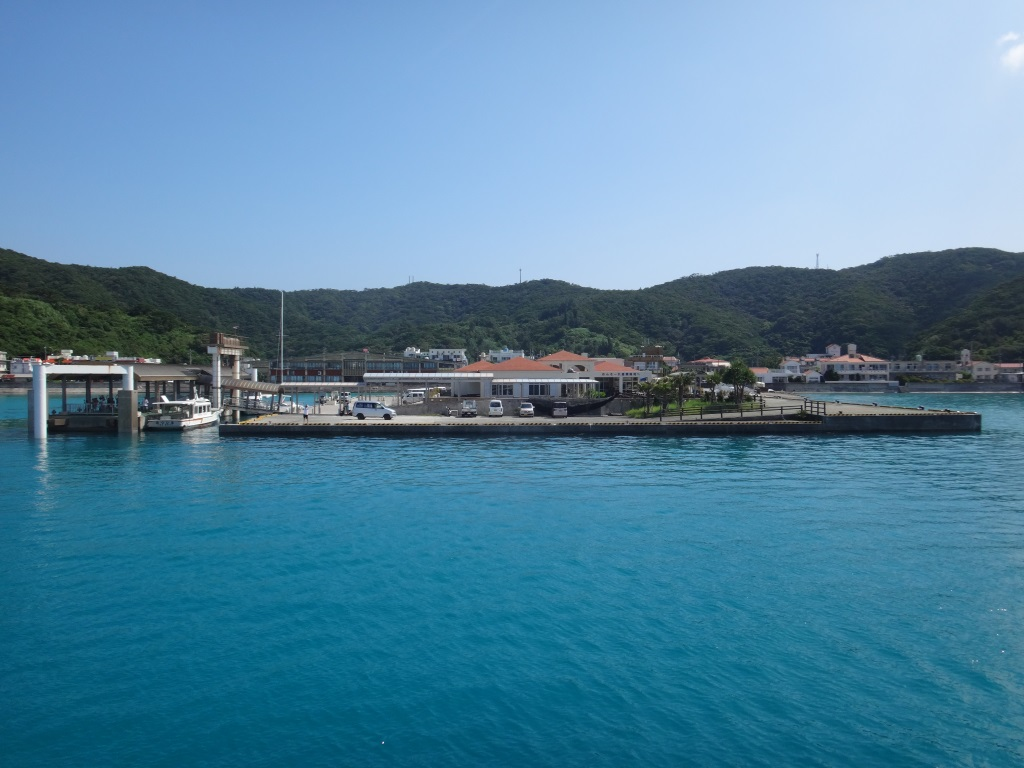
座間味港（ケラマブルーと呼ばれる青い海も確認できる）

### 航路
以下すべて座間味村営。

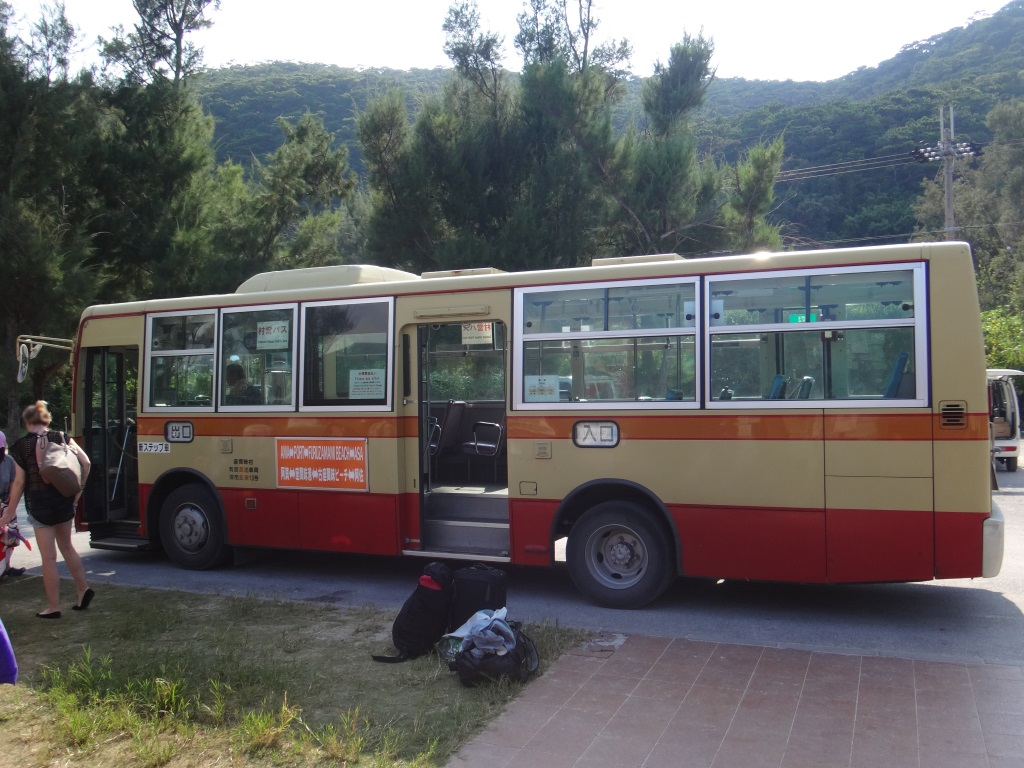
座間味村営バス（古座間味ビーチ前）

- 那覇港（泊ふ頭） - 阿嘉港 - 座間味港[7]
  - 那覇市と座間味島を結ぶ航路。フェリーの「フェリーざまみ」と高速船「クイーンざまみ」があり、それぞれ阿嘉港経由と那覇 - 座間味間の直行便がある。直行便の所要時間は高速船で50分、フェリーで120分。
- 阿嘉港 - 座間味港[8]
  - 阿嘉島と座間味島を結ぶ村内航路。「みつしま」が運航される。
- 座間味港 - 阿嘉港 - 阿波連港（渡嘉敷島）
  - 「ケラマ航路」と通称される。2013年4月より「みつしま」を使用し運航を開始した。1日2便が設定されているが、予約があるときのみ運航するオンデマンド方式である[9][10]。

### 島内交通
路線バス
座間味村営バスが2路線を運行している。道路運送法第78条に基づく自家用自動車有償旅客運送であり、白ナンバーのバスで運行される。
- 座間味港 - 古座間味ビーチ・阿佐
- 座間味港 - 阿真ビーチ・キャンプ場

タクシー
島内にタクシー事業者はなし。

## 主な観光名所
- 古座間味ビーチ
2016年にトリップアドバイザーが発表した「トラベラーズチョイス世界のベストビーチ2016」の日本国内のランキングで4位となった[12]。

- 阿真ビーチ
- 古座間味貝塚
- 平和の塔
- 慶良間海洋文化館
- マリリンの像

- 古座間味ビーチ
- 阿真ビーチ
- 「マリリン」の像。阿嘉島を向いている

### 展望台
- 高月山園地
  - 高月山展望台 - 標高131m
  - 展望所1 - 波静かな阿（安）護の浦湾を望む
- 女瀬の崎（うなじのさち）展望台
- 稲崎展望台（ンナザチの崎）
- チシ展望台
- 神の浜展望台

- 女瀬の崎展望台から渡名喜島を望む

## 特産品
- モズク
- 鰹節 - 沖縄県の鰹漁発祥の地
- 海ぶどう